# Аруначалски макаки
Аруначалски макаки (Macaca munzala) је врста примата из породице мајмуна Старог света (Cercopithecidae).

## Распрострањење
Индија је једино познато природно станиште врсте.

## Станиште
Аруначалски макаки има станиште на копну.

## Угроженост
Ова врста се сматра угроженом.

### Популациони тренд
Популација ове врсте се смањује, судећи по расположивим подацима.